# Nova (лазер)

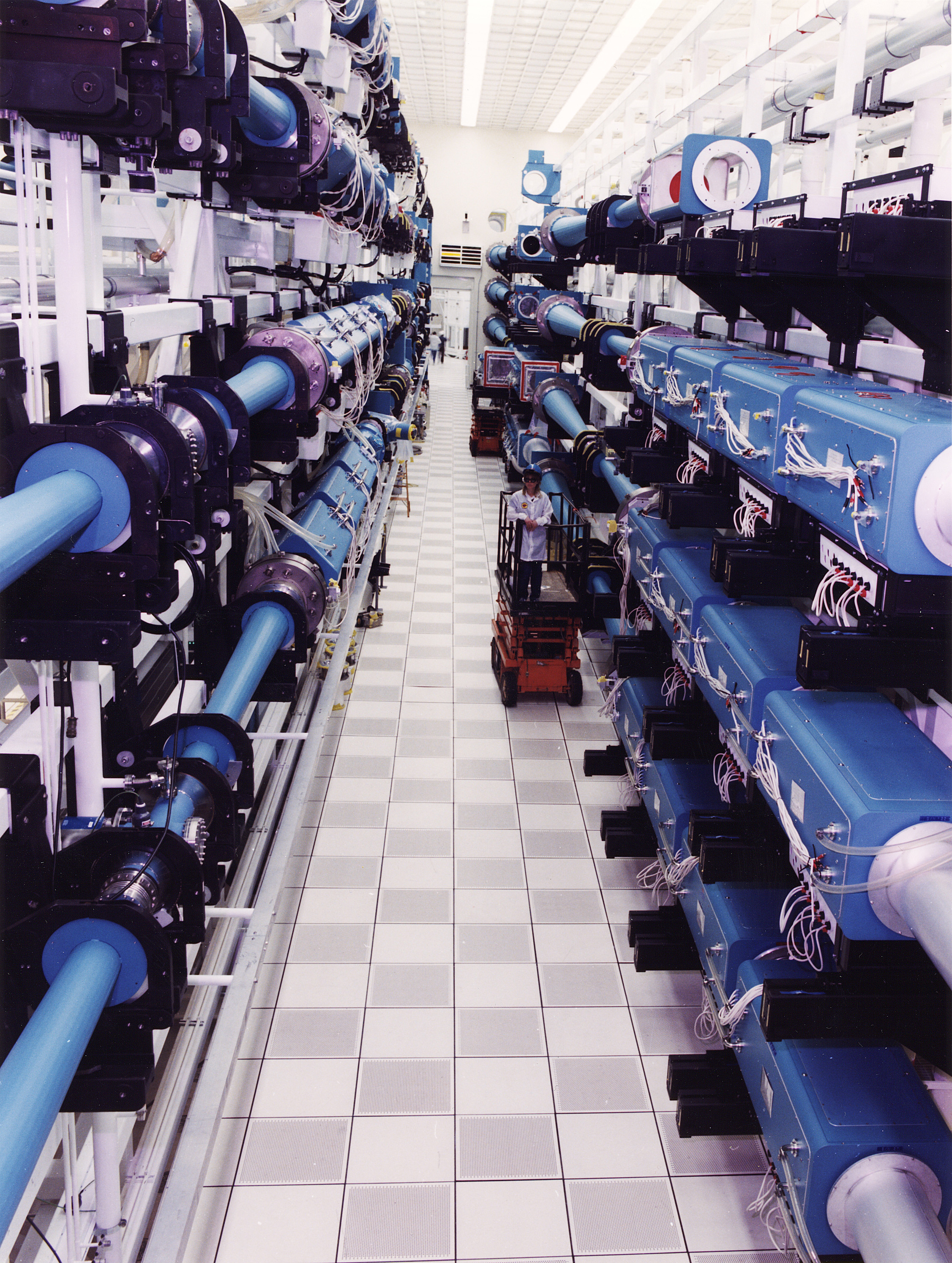
Внешний вид вакуумных труб, в которых происходило распространение лазерного пучка

Nova — сверхмощный лазер, существовавший в Ливерморской национальной лаборатории (США) с 1984 по 1999 годы. Основной целью его использования являлось проведение испытаний по инерциальному термоядерному синтезу (ИТС). На этом лазере в 1996 году впервые в мире была достигнута петаваттная мощность излучения. Максимальная полученная мощность в 1,5 ПВт = 1,5⋅1015 Вт, достигнутая в 1999 году, долгое время оставалась рекордной для всех лазерных систем, пока в 2013 году в Китае не был продемонстрирован лазер мощностью 2 ПВт. После окончания работы Nova был заменён системой NIF.

## Основной блок
В качестве усиливающей среды в лазере использовалось неодимовое стекло, излучение которого конвертировалось в третью гармонику (длина волны 351 нм). В качестве накачки использовались ксеноновые лампы. В общей сложности лазер содержал десять каналов генерации. Типичными значениями характеристик лазерных импульсов были энергия порядка 40 кДж при длительности импульса порядка 2,5 нс, что обеспечивало мощность на уровне 16 ТВт в каждой линии. Это излучение использовалось для облучения внутренних стенок хольраума, в центр которого помещалась термоядерная мишень. На стенках излучение конвертировалось в рентгеновский диапазон, которое равномерно облучало мишень, вызывая абляцию вещества с её поверхности. В результате на внутренние слои мишени оказывалось огромное давление, приводящее к сжатию и нагреву вещества, необходимым для поджигания термоядерной реакции.

## Петаваттная линия
В 1992 году было предложено построить линию петаваттной мощности с целью использования её для так называемого «быстрого поджига» мишени. В 1993 году под этот проект были выделены деньги. Было решено создавать гибридную схему: вначале генерация излучения происходила в титан-сапфире, а затем происходило его усиление в неодимовом стекле. Для достижения петаваттной мощности использовалась технология усиления чирпованных импульсов, которая уже позволила на тот момент достичь уровня мощности в 100 ТВт. Основной сложностью при этом было создание дифракционных зеркал для компрессора. Изначально предполагалось, что для этого необходимо развитие технологии создания многослойных диэлектрических зеркал, однако экспериментаторам удалось создать металлические зеркала, обеспечившие длительность импульсов на уровне 0,5 пс. Первая серия подготовительных экспериментов с новой системой прошла в декабре 1994 года, вторая — в марте 1995 года. Окончательно система была запущена в мае 1996 года, дав на выходе лазерный импульс мощностью 1,25 ПВт. Позднее схема была немного улучшена, позволив получить рекордные 1,5 ПВт в одном пучке при энергии импульса 660 Дж и длительности 440 фс. Пучок обладал неплохим качеством и при фокусировке достигал интенсивности >7⋅1020 Вт/см².